# Ваза (національний парк)
Національний парк Ваза — національний парк, на крайній півночі Камеруну. Він був заснований у 1934 році як мисливський заповідник і охоплює загалом 1 700 км2. У 1968 році Ваза отримав статус національного парку, а в 1979 році став біосферним заповідником ЮНЕСКО.
Для збереження та захисту біорізноманіття парку в 1997 році був складений генеральний план управління, який, як повідомляється, став першим у своєму роді в Камеруні. Парк примикає до сектора Чингурмі-Дугума Нігерійського національного парку басейну Чад.  Існує також пропозиція об'єднати цей парк із заплавою Ваза Логоне як Рамсарське місце.
Домінуюча рослинність знаходиться в перехідній зоні між Сахелем і Суданською саваною.   Визначними видами фауни є лев, африканський саванний слон, гієна, гну, чала антилопа, коб, коб звичайний, газелі, суданський гепард і західноафриканський жираф.

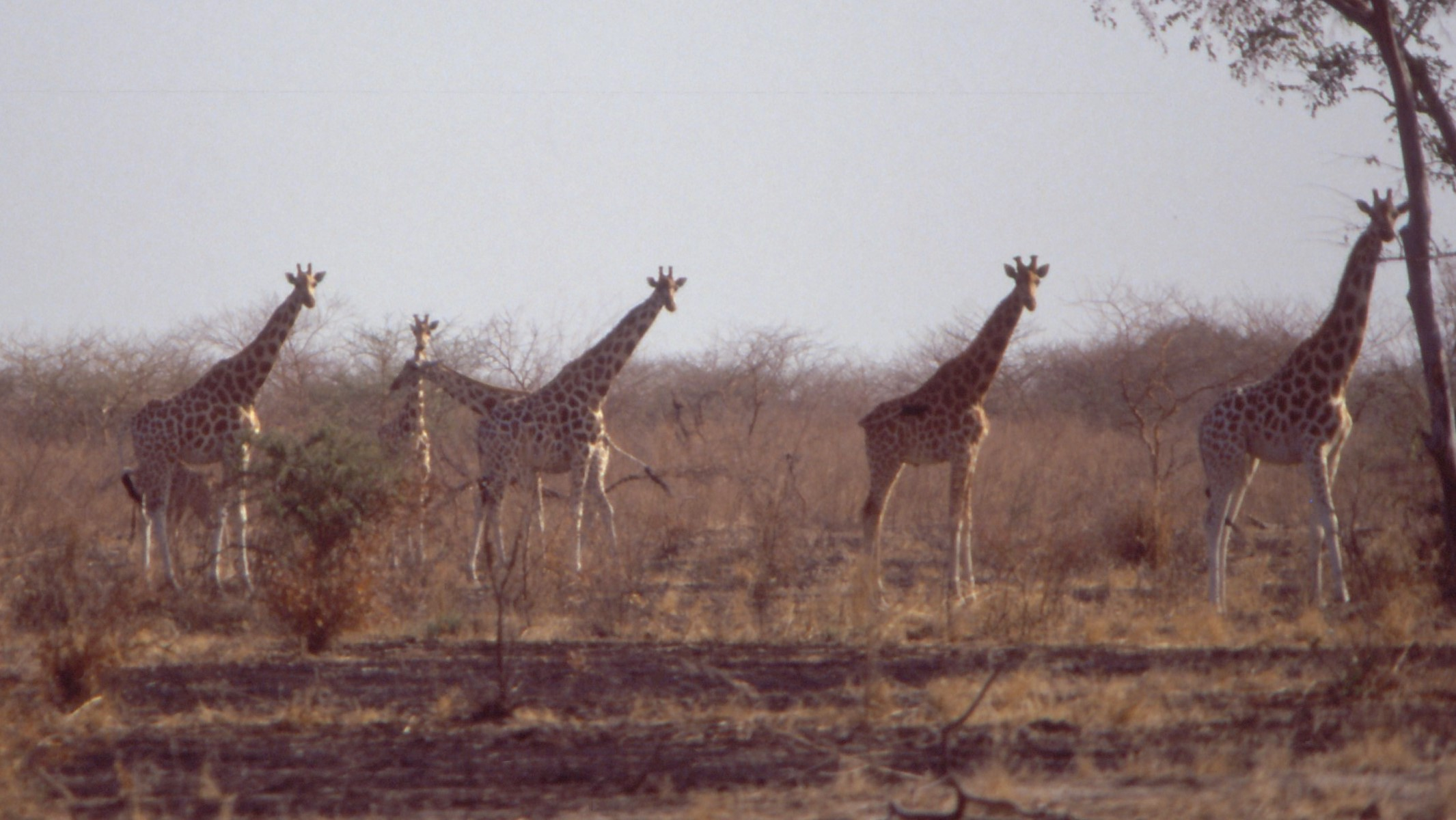
Жирафи на спаленому луці під час сухого сезону в грудні

Парк обмежений містом Ваза на заході, кордоном з Нігерією, а Чад знаходиться всього за 10 км. Сезонно затоплена заплава "Яере" позначає схід і північний схід, а дорога Маруа - Куссері - на заході.

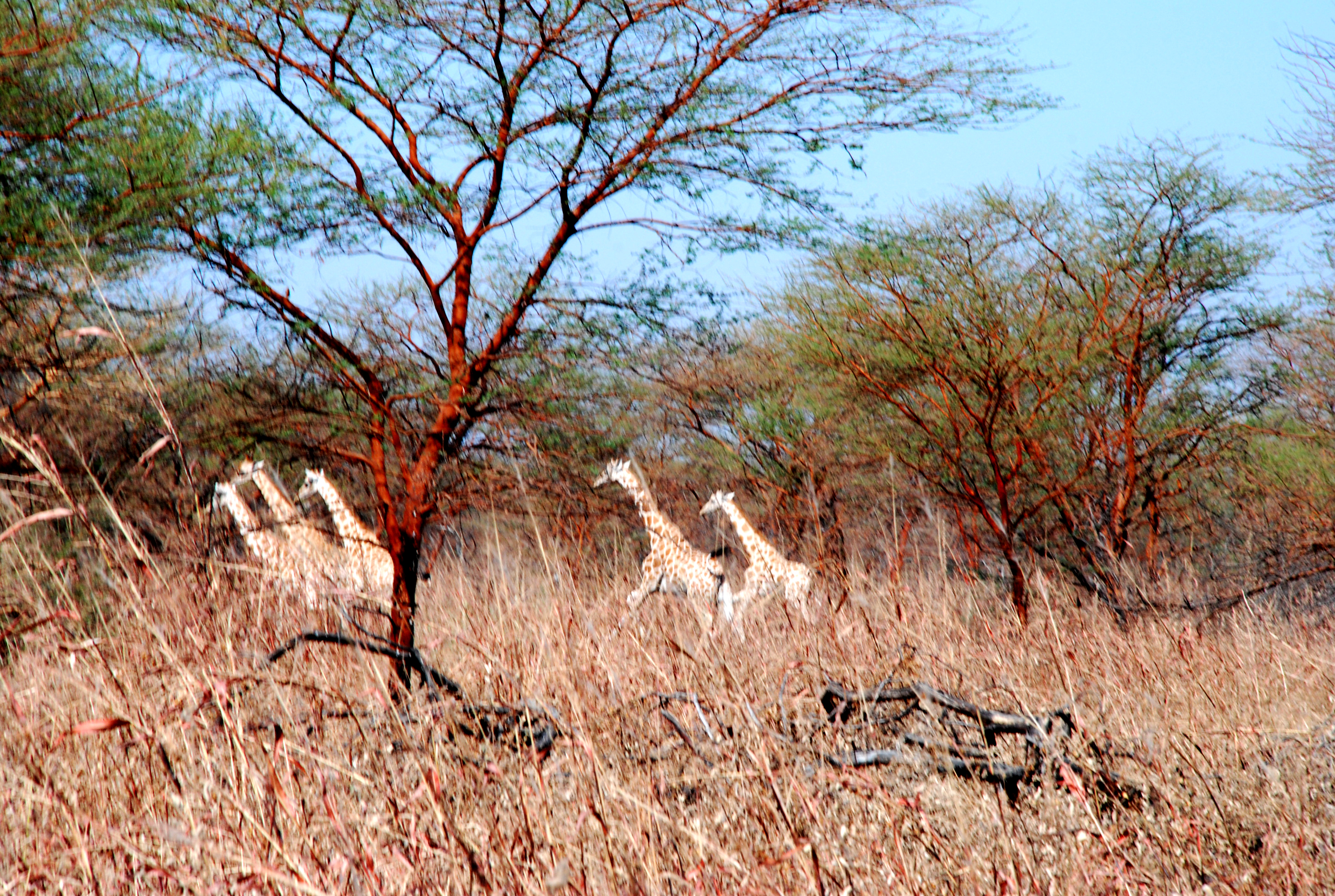
Парк Ваза

Територія парку знаходиться в основному в «Чадській западині» із середньою висотою в діапазоні 300-320 метрів над рівнем моря,  найвища точка досягає - 500 м. Рельєф парку, однак, загалом рівнинний. Піщані дюни в західній частині парку вказують на те, що у минулому тут була пустеля. Чадська западина спочатку була заповнена водою озера Чад.
Парк знаходиться за 120 км на північ від Маруа.   Парк відкритий для публіки лише з 15 листопада по 15 червня, і згідно з правилами парку, щоб побачити дику природу, туристів обов’язково має супроводжувати гід. 

## Дика природа

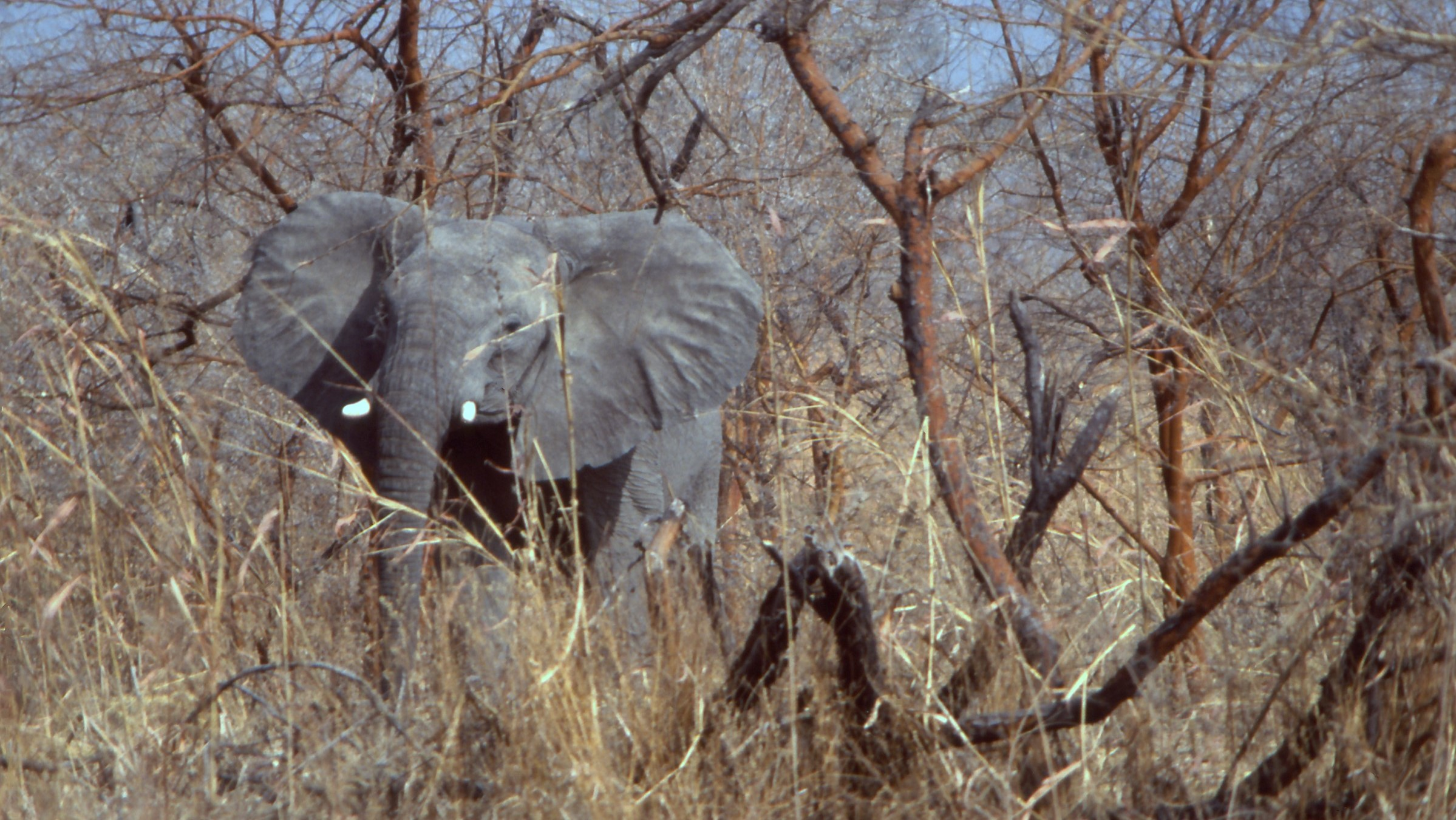
Слон у національному парку Ваза

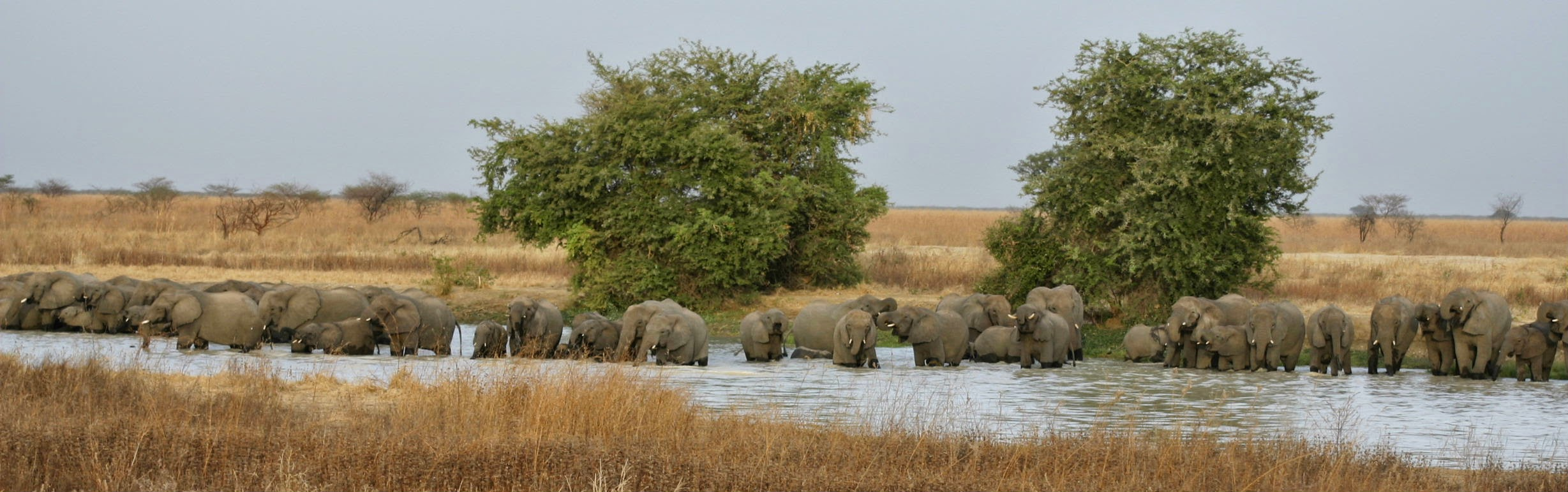
Слони купаються в національному парку Ваза

Популяція ссавців у парку є однією з найбільших у центральній Західній Африці. У парку налічується 30 видів ссавців. Деякі з видів, що представляють інтерес з точки зору збереження, це червонолобий джейран, популяція якого зростає, і топі, чисельність якого у парку є стабільною. Африканський саванний слон, що знаходиться під загрозою зникнення, який, створює конфлікти навіть із фермерами, які знаходяться далеко за межами парку.
З 2005 року заповідна територія вважається заповідником левів. У національному парку Ваза популяція левів стає все меншою. У 2010 році, за оцінками, в парку вижило лише 14–21 лев. Національний парк Ваза також є домом для однієї з останніх популяцій жирафів Кордофан .
У 1990-х роках поголів'я антилоп коб зросло до 5000 після різкого скорочення у 1980-х. Інші великі копитні — бородавочник і чала антилопа.   Зафіксовано страусів. Серед інших відомих видів — гну, тсасабі, оливковий бабуїн, мавпа пата і верветка, леопард, гепард і трубкозуб. 
До амфібій належать однойменна жаба Kassina wazae  та жаба ваза включена до Sclerophrys xeros.

## Орнітофауна

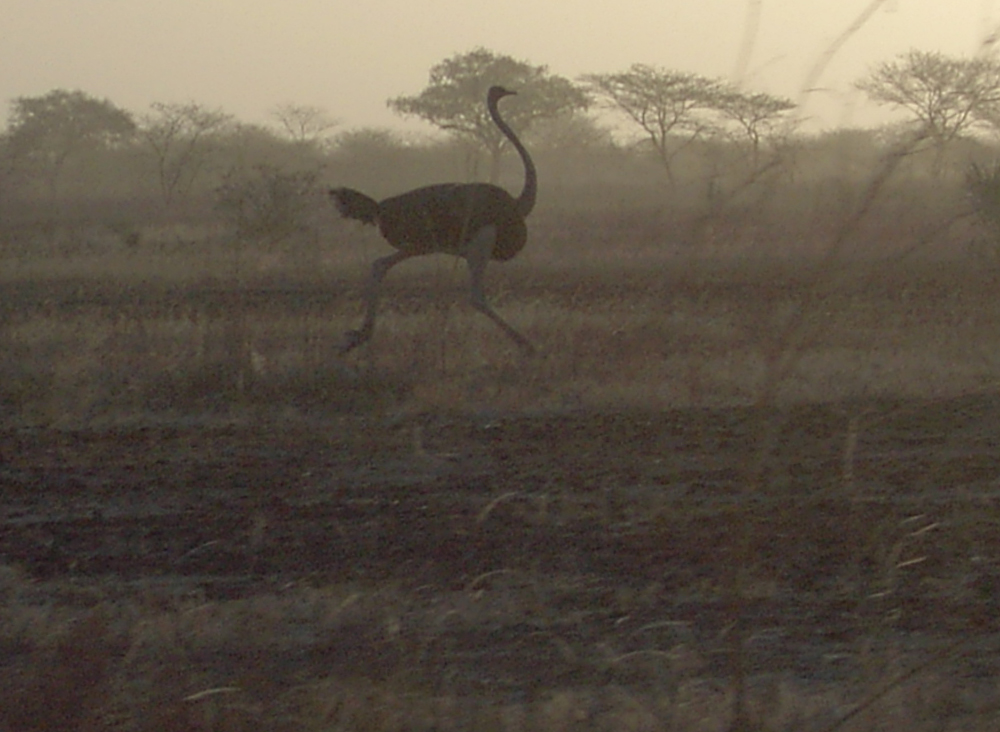
Північноафриканський страус біжить у національному парку Ваза.

У парку налічується 379 видів птахів, включаючи прилеглу заплаву Логон. Серед птахів, які були помічені: мармурова качка, біла качка, великий піддорлик, мала пустельга, нубійська дрохва, перепілка, аравійська дрохва, велика біла чапля, птах- носоріг, різні види лелек, качка абіссінського, страус. 

## Управління парком

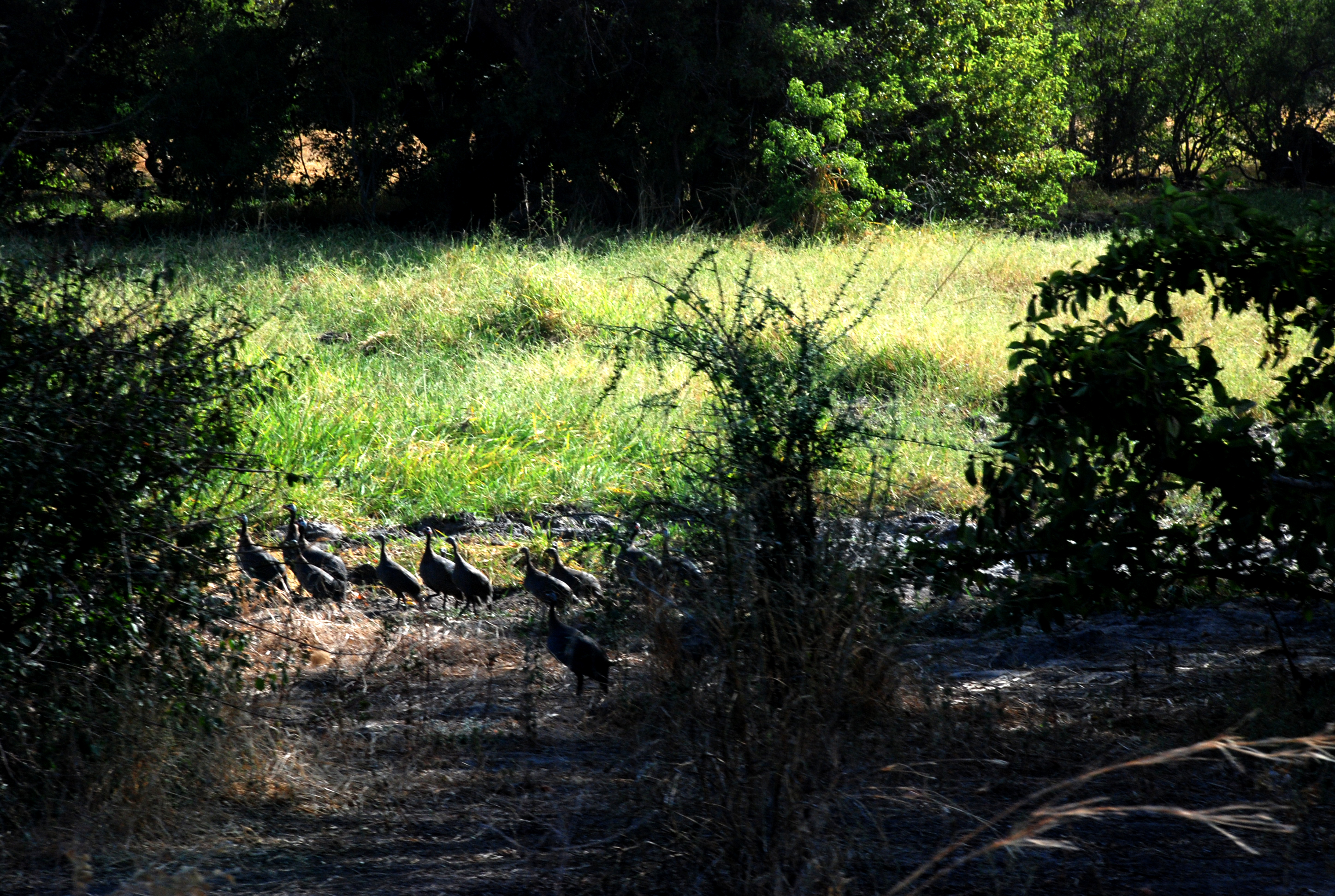
Птахи в національному парку Ваза

Парком керує Служба охорони національного парку Ваза, що є частиною Міністерства навколишнього середовища та охорони природи Камеруну. Національний парк Ваза, що вважався найкраще керованою природоохоронною територією в Камеруні, тепер налагодив співпрацю з проектом IUCN Waza-Logone для покращення умов доступності води. Територія, охоплена цим проектом, яка утворює заплави басейну озера Чад, охопленого двома річковими системами від річки Логонь до річки Логоматія, значно сприяла заплавному біосферному заповіднику та підтримує дуже велику кількість ссавців і птахів, які залежать від  щорічного затоплення заплави. З будівництвом греблі Мага, побудованої для зрошувального рису, кількість водних ресурсів у заплаві різко скоротився. Щоб покращити стійкість заплав двох парків, МСОП розпочав проект під назвою «Проект МСОП Ваза-Логоне» з конкретними цілями покращення виробництва риби, підвищення якості пасовищ, від яких залежало місцеве населення; а також збільшити площу поверхневих вод для існування та розмноження рослинності та дикої природи, включаючи орнітофауну не лише місцевих птахів, але й птахів, які мігрують з Європи протягом зимового сезону. У рамках цього проекту, започаткованого МСОП у 1994 році у співпраці з Міністерством навколишнього середовища та охорони природи Камеруну, гідрологічний стан водно-болотних угідь зазнав покращень після створення двох сезонних водотоків, які з’єднують річку Логоне з річкою Логоматія та полегшують водні потоки на заплави. Цей план добре спрацював, і, як повідомляється, стан водно-болотних угідь заплавних рівнин значно покращився.
У рамках цього проекту було розроблено план управління. Почав працювати місцевий керівний комітет. Проект передбачав контрольований збір кількох натуральних продуктів, таких як солома та гуміарабік, під час польових випробувань. 
У 1983 році в парку працювало двадцять п'ять рейнджерів; однак станом на 2005 рік це число впало до семи, а браконьєри з Чаду, Нігерії та самого Камеруну, як повідомлялося, почали "активне полювання. Також у 2005 році Комітет Всесвітнього союзу охорони природи Нідерландів погодився оплатити ще шістнадцять «еко-рейнджерів». 
Реабілітація заплави для підвищення пропускної спроможності заплави почалася в 1994 році, і, як повідомляється, вона має певний позитивний вплив на парк.  Оскільки Національний парк Ваза є основним бенефіціаром проекту, статистичні дані показують, що в районі Ваза-Логоне, який охоплює вісім конкретних типів місць існування, зараз зустрічається 370 видів осілих і перелітних птахів, а кількість водоплавних птахів зросла з 59 000 у 1993 до 87 000 у 1997 році. Подібним чином, виробництво риби в заплавах зросло до 2000 тонн (суха вага) у 1996/1997 роках.